# Koryo
Goryeo o Koryo (en hangul, 고려; en hanja, 高麗國; McCune-Reischauer, Koryŏ) fue una dinastía en Corea fundada en 918 por el rey Wang Geon (también conocido como rey Taejo), un general que había servido a un príncipe rebelde de Silla, Gung Ye (궁예). Después de expulsar a Gung Ye, Wang Geon unificó posteriormente los Tres Reinos Tardíos en 936. Los descendientes de Wang Geon reinaron en Goryeo hasta 1392, cuando fueron derrocados por el fundador de la dinastía Joseon. Goryeo expandió sus fronteras hasta lo que hoy en día es Wonsan hacia el noreste (936-943), hacia el río Amnok en 993, y finalmente cubrió casi toda la península de Corea.
Wang Geon estableció como la capital del reino a su ciudad natal Song-do (송도) —situada a unos 60,5 km al noroeste de Seúl—, y anunció una política de recuperación del territorio perdido de Goguryeo en Manchuria. Por esta razón, llamó a su reino Goryeo, de donde procede el actual nombre de Corea.
Desde el inicio, la corte real de Goryeo adoptó el budismo como la religión oficial del estado, a fin de unir los habitantes a lo largo de la península coreana. El budismo alcanzó un gran esplendor y estimuló la construcción de templos y el tallado de imágenes de Buda incluso éstas pinturas se consideraron obras maestras tanto en Corea como alrededor de Asia en la misma época; gracias a sus colores brillantes, formas elegantes, gráficas lúcidas y símbolos religiosos. Sin embargo, los templos y los monjes llegaron a tener un poder excesivo, y durante los últimos años de este reino, los conflictos entre funcionarios letrados y guerreros debilitaron el país. Las incursiones de los mongoles, que comenzaron en el año 1231, terminaron con la ocupación de Goryeo durante casi un siglo.

## Etimología
El nombre de Goryeo tiene su origen en Goguryeo, uno de los tres reinos de Corea. Goguryeo cambió su nombre a Goryeo durante el reinado del rey Jangsu en el siglo V, aunque los dos nombres fueron usados. Goryeo —fundado por Wang Geon— quería representar ser el "sucesor de Goguryo"; de donde se derivó el nombre de Corea. Muchos comerciantes llegaron a Goryeo debido al apoyo de este al comercio por mar y tierra. Los persas que visitaron Goryeo a través de la Ruta de la Seda llamaron a Goryeo, Koryo que se refería como Cauli en italiano y finalmente por esto se adoptó el nombre de Corea en el mundo occidental.

## Historia
Aunque en 668 Silla había logrado una unificación incompleta de los Tres Reinos de Corea, a fines del siglo IX se había debilitado y fue perdiendo el control de sus dominios debido a los conflictos entre líderes locales. El país coreano ingresó en un período de guerra civil y rebelión, liderado por Gung Ye, Gi Hwon, Yang Gil, y Gyeon Hwon.
Gung Ye estableció el estado de Goguryeo Posterior (en alfabeto hangul:후고구려, en hanja: 後高句麗) posteriormente renombrado como Taebong y Majin. Al suroeste de Corea, el general Gyeon Hwon fundó el estado de Baekje Posterior. Estos, junto con Silla, son conocidos como los "Tres Reinos de Corea Posterior".

### Fundación
Wang Geon era descendiente de una familia de mercaderes de Songdo (actualmente Kaesong), y se unió a Taebong para servir como general. Sin embargo, posteriormente derrocó a su rey —Gung Ye— y fundó el estado de Goryeo en el año 918.
Goryeo firmó un tratado de amistad con Silla. mientras estaba en guerra contra el reino Posterior de Baekje. En 927, Goryeo perdió una batalla muy importante cerca de la actual ciudad de Daegu, con la muerte de sus más poderosos líderes, entre ellos el notable general Shin Sung-gyeom. Posteriormente, mientras Baekje dominaba, perdió la mayor parte de sus fuerzas en la batalla de Andong en 930.
Luego de esto, los tres reinos antes mencionados terminaron en el momento que Goryeo ocupó Silla en el 935 y derrotó posteriormente a Baekje en el 936, coronándose así al emperador, Taejo, y luego trasladó a Kaesong la capital. A fin de lograr la integración de la sociedad, el emperador Taejo trató de atraer a los líderes más influyentes de cada región a su partido, contrayendo matrimonio con las hijas de ellos: se casó con la princesa de Silla y en total con 29 mujeres más (hijas de los líderes), con ellas tuvo veinte hijos y nueve hijas.
Al principio, Taejo permitía la posesión de feudos por parte de ex-nobles. Gracias al apoyo local, no hubo ningún conflicto sobre la sucesión.

### Reforma política
Después de la muerte del emperador Taejo, las luchas por el poder real continuaron durante los mandatos de los emperadores Hyejong y Jeongjong. Esta continua lucha por el poder entre hermanos fue la consecuencia de las alianzas matrimoniales que Taejo había adoptado.
El cuarto emperador, Gwangjong llevó adelante varios proyectos para consolidar la autoridad real y establecer la sociedad centralizada. Primeramente, Gwangjong liberó a los esclavos en el 956 lo que sirvió para debilitar al poder de la nobleza. Como los sirvientes se mudaron a los pueblos, la corte pudo obtener más impuestos y prestaciones de trabajos obligatorios. Después, Gwangjong aceptó una propuesta de Ssangi, un chino naturalizado coreano, de ejecutar un examen nacional con varias asignaturas (e.j. confucianismo, literatura) para elegir a los oficiales en la corte e incluso a los monjes. Solamente se podían bloquear los avances políticos desde una buena familia o desde la nobleza. Resultando así la transformación de la sociedad en gran medida a causa de los nuevos oficiales apoyando más la fuerza de la monarquía y también dando más importancia a los ministerios civiles. A fin de estabilizar su reforma, Gwangjong anunció los diseños de gwanbok, uniformes de vasallos que eran un símbolo de rangos sociales. Un conjunto de renovación facilitaba la eliminación de los vasallos meritorios que conservaban un inmenso poder y fortuna. Además, el emperador anunció la existencia del imperio Goryeo llamando a la capital Gaekyong con el nombre de Hwangdo y los nombres de su era como Gwangdeok y Junpoong.
Las reformas de Gwangjong fueron continuadas por los siguientes emperadores. El emperador Gyeongjong hizo una reforma agraria llamada Jeonsigwa, (en hangul: 전시과) en el 976. Jeonsigwa es la palabra compuesta de Jeonji(전지) y Siji(시지): en caso de jeonsi, un arrendador pudo recibir los cereales del arrendatario y desde siji, puede obtener leña. Este sistema llevó a la distribución de la tierra arable a lo largo de 18 rangos. La primera intención de Jeonsigwa fue pagar los derechos de cobranza como un sueldo a los vasallos. Con todo esto, los arrendatarios o "receptores" de jeonsigwa enriquecieron a algunos monasterios, escuelas, oficinas gubernamentales y también retiros. Pero al fin los territorios cultivables escasearon en 1076, limitando la distribución de productos solo a servicios activos, lo que consecuentemente causó amplia repulsión de los pueblos, debilitando la autoridad real y conllevando al fin de Goryeo.

### Invasión de los Kitán y expedición a Jurchen

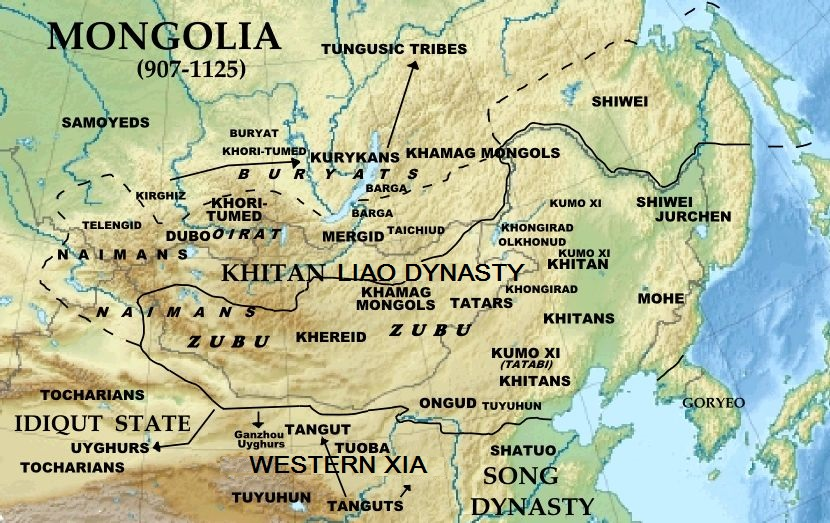
El mapa de Asia noreste circa.

Goryeo sufrió un gran desastre debido a la invasión de los Kitán.
En 993, la dinastía china (creada y dominada por los Kitán) Liao invadió al noroeste de Goryeo con aproximadamente 800.000 soldados. Sin embargo, el general Seo Hui negoció en la paz y llegó a concretar un pacto. Bajo tal pacto, los kitans demandaron romper las relaciones con la dinastía china de los Song y adoptar el calendario de los Liao, transformando a Goryeo de facto en su vasallo.
Tras algunas hostilidades la gente de Jurchen resultó enemiga tanto de la dinastía Liao como de su vasallo reino de Goryeo. Por lo tanto Goryeo logró el beneficio de ocupar las regiones entre la frontera de Liao y Goryeo donde había vivido la gente de Jurchen Como las tropas de la dinastía Liao regresaron a sus territorios, Goryeo continuó la relación con la dinastía china Song, consolidándose así la defensa de Goryeo al construir una fortaleza en el norte.
En 1009, el general Gang jo se rebeló contra Mokjong de Goryeo, matándole y estableciendo un gobierno militar. En 1010, Liao envió 400.000 militares para vencer a la rebelión. Gang jo detuvo la primera ofensiva pero luego fue derrotado y se suicidó. Los kitanes no volvieron a tener el dominio pero destruyeron a Kaesŏng que era hasta entonces la capital. Hyeonjong de Goryeo debió huir refugiándose en Naju, Jeolla. Como las fuerzas de Goryeo no pudieron resistir más Hyeonjong se rindió y los invasores regresaron.
En 1018, Liao invadió a Goryeo tres veces consecutivas con 100.000 militares. En el río Heunghaejin, el general Gang Gam-chan ordenó bloquear con diques a este río. Cuando los invasores estaban cruzando en medio del río, los diques fueron destruidos, ahogándose de este modo gran parte de los invasores. Pocos miles de militares invasores regresaron a su territorio tras esta batalla.

Cheokgyeong Ib-bido, pintura celebrando la victoria de la expedición a Jurchen realizada por el general Yun Gwan.

En el verano de 1019, Liao nuevamente movilizó muchos hombres para invadir a Goryeo. Ambos estados en pugna notaron la dificultad de obtener una victoria decisiva.  El rey Hyeonjong de Goryeo envió embajadores a Liao en 1020 y su emperador Shengzong los aceptó. Al reanudar el tributos a los Liao se reanudó, Goryeo abandonó la diplomacia con los Song, marcando el fin de sus conflictos.
En 1036 se legisló que los hijos de las esclavas heredaban la situación de la madre; esto es, nacían esclavos.
Jurchen fue una confederación de varias tribus nómadas. Pero la tribu Wanyan de Heishui Mohe unificó diversas fuerzas y así comenzó a invadir las fronteras septentrionales de Goryeo. En 1107, el general Yun Gwan organizó la nueva división llamada Byeolmuban y atacó a los Jurchen. Aunque la guerra duró muchos años, los Jurchen fueron derrotados y se rindieron a Yun Gwan. Celebrando su victoria el general Yun construyó nueve fortalezas en la frontera noreste de Goryeo (en hangul: 동북구성). En 1108, pese a todo, Yun debería regresar a la capital debido a los conflictos en la corte debido a lo cual los coreanos perdieron todas esas fortalezas en territorio de los Jurchen.

### Lucha por el poder
La familia Yi de Inju (en hanja: 仁州李氏, en hangul:인주 이씨) envió continuamente sus hijas a la corte para que por matrimonio accedieran a ser las emperatrices de los emperadores desde tiempos de Munjong (r. 1046-1083) hasta Injong XVII (r.1122-1146). Eventualmente tal estrategia de poder dio más fuerza a la familia Yi que la monarquía, y así ocurrió la rebelión de Yi Ja-gyeom en 1126. Aunque la insurgencia falleció, la fuerza de la monarquía disminuyó por la serie de guerras civiles entre los nobles. En 1135, un monje llamado Myocheong propuso el traslado de la capital a Pionyang lo cual provocó gran conflicto entre los vasallos. La facción de Myocheong pensaba que la mudanza al norte facilitaría la expansión a Manchuria, mientras que la de Kim Bu-sik (el autor del libro Samguk Sagi) quería mantener la capital en Kaesong, provocando la rivalidad de influencia. Al fracasar en la convicción del rey, Myocheong se sublevó contra la corte pero, al no obtener éxito militar, se suicidó.

### Gobierno militar
En 1170, un grupo de los militares llevó a cabo un golpe de Estado encabezado por los generales Jeong Jung-bu, Yi Ui-bang y Yi Go que consecutivamente aseguraron sus fuerzas para el liderazgo del gobierno, por tal motivo Uijong de Goryeo fue depuesto y en su lugar fue coronado Myeongjong.
No obstante la transmisión de la verdadera autoridad a la familia real fue postergada debido a la sucesión de los ya citados generales quienes utilizaron las tropas de primera llamadas Tobang (incluso la guardia de caballería llamada Mabyolcho). Este golpe de Estado señaló el inicio de los gobiernos militares en Goryeo.
En 1179, un joven general, Gyeong Dae-seung ascendió al control de sus fuerzas subordinadas, tratando de restituir la autoridad real y eliminar la corrupción nacional, pero murió en 1183 y el general Yi Ui-min quien por su cargo precedente era calificado como "el esclavo" (nobi) tomó el control de las fuerzas militares, pero su crueldad y corrupción provocaron otro golpe de Estado encabezado por el general, Choe Chung-heon quien asesinó a Yu Ui-min y aseguró su poder en 1197. Durante los siguientes 61 años, la familia de Choe jugaría el papel de imponer de entre sus miembros a los siguientes dictadores: Choe Chung-heon, su hijo Choe U, su nieto Choe Hang y finalmente a su bisnieto.
Asegurándose el control militar, Choe Chungheon forzó la abdicación de Myeongjong y ascendió al trono el rey Sinjong de Goryeo. En lo que Choe fue diferente de los otros líderes militares fue en su vigorosa actividad para promover a los estudiosos y entre estos notablemente al primer ministro Yi gyu-bo. Después del muerto del Sinjong, su hijo se coronó como Huijong de Goryeo, su reinado duró seis años ya que como rey comandaba la rebelión pero finalmente fue derrotado y derrocado; entonces Gojong de Goryeo tomó el puesto de rey. Aunque la familia de Choe estableció fuerzas armadas privadas leales, la serie de las invasiones efectuadas por los kitanes y los mongoles despoblaron a gran parte del territorio coreano. Finalmente el general Choe fue asesinado por un vasallo, estableciéndose con este hecho la restauración en la monarquía de la familia real.

### Invasión de los mongoles

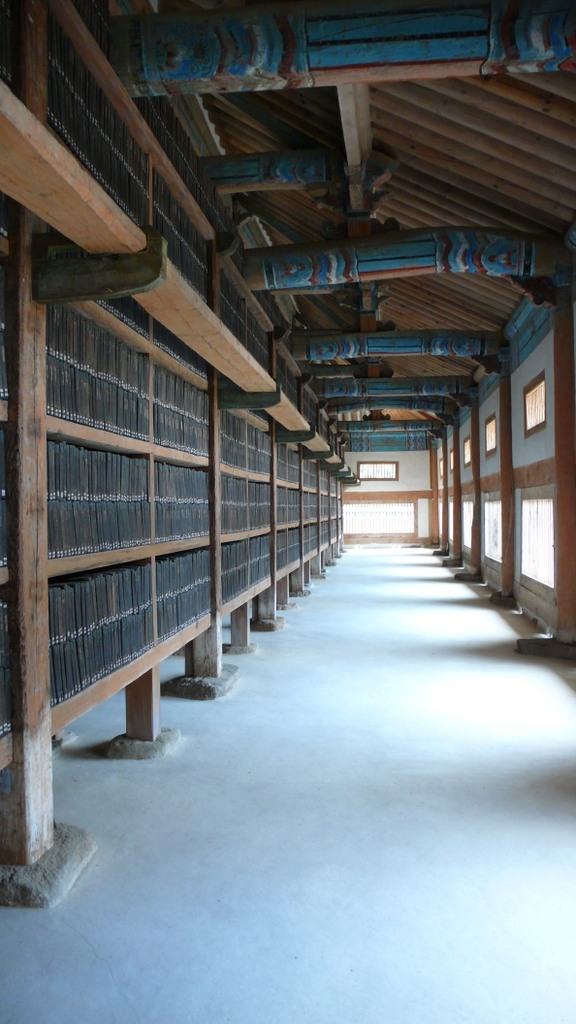
Tripitaka Coreana en el templo de Haeinsa, Corea del Sur.

En 1225, el embajador del Imperio mongol murió cerca de la capital de Goryeo, Gaekyong y los mongoles exigieron a los coreanos firmar una capitulación cosa que no fue aceptada.
Con tales pretextos, en 1231, los mongoles bajo del reinado de Ogodei invadieron Goryeo. Para mantener la resistencia, la corte real se trasladó a Ganghwa de la bahía de Gyeonggi. El líder militar coreano de ese momento llamado Choe U resistió a las fuerzas de los mongoles durante casi treinta años pero se vio obligado a firmar un tratado de paz en 1259.
En el periodo en que la corte coreana permaneció alejada de la capital, los mongoles operaron una serie de campañas desde 1231 hasta 1259 que causaron extremas derrotas de las regiones de Gyeongsang y Jeolla durante los años 1231, 1232, 1235, 1238, 1247, 1253; entre 1253 y 1258, el general mongol Jalairtai Qorchi lanzó cuatro campañas en torno a la península coreana y durante las mismas fueron sacrificadas (es decir; provocando un genocidio) las vidas de millares de coreanos de la plebe. En 1254, más de 200.000 (200 mil) coreanos fueron llevados como prisioneros cautivos a los territorios invadidos y controlados por los mongoles.
Pese a tanta adversidad la resistencia popular ante la invasión era grande y la corte imperial trató de construir una fortaleza en Ganghwa, pese a obtener los coreanos varias victorias, la resistencia coreana fue finalmente derrotada por los invasores. Una gran sequía ocurrió en esa época empeorando la situación doméstica, y el rey Gojong fue bloqueado empezar la paz bilateral con los mongoles debido a sus generales. En lugar, el rey ordenó la reproducción del texto llamado la Tripitaka Coreana que había sido destruido durante la invasión mongol del año 1232. Gojong intentó de coleccionar las obras y enseñanzas literarias coreanas mediante la religión; es así que las escrituras budistas fueron reproducidas durante aproximadamente quince años efectuándose para ello aproximadamente 81.000 (81mil) tipos o letras de madera que se conservan en Haein-sa en Hapcheon-gun, Corea del Sur.
En marzo de 1258, el dictador militar, Choe Ui fue asesinado por Kim Jun lo cual significó la señal del fin del gobierno militar. Entonces, los estudiosos a quienes se habían encargado que Goryeo tuviese que firmar la paz fueron enviados como embajadores a la corte del imperio mongol para ratificar la aprobación de la misma. Algunos generales rechazaron la paz y formaron el estado militar llamado Sambyeolcho contra los mongoles y continuaron la resistencia en varias islas como Jindo y Jeju.
La firma del desigual tratado de paz indicó la permanencia de la soberanía de Goryeo y sugirió que los mongoles no tenían la intención de controlar totalmente a Corea. Sin embargo, Goryeo debió ofrecer muchos tributos: jóvenes y bellas mujeres, riquezas materiales, granos alimenticios e incluso hasta halcones (usados en cetrería). Por otra parte el imperio mongol envió guardias mongoles con funciones de comisionados y por esto varios reyes coreanos fueron destronados en los años 1298, 1313, 1321, 1330, 1332, 1343, y 1351. Dado que la dinastía sinomongola de los Yuan pretendía expandir aún más sus territorios al este, anexionó la parte norte de Corea tras varias sangrientas batallas. Además los sinomongoles Yuan trataron de conquistar al Japón bajo el pretexto de haber hecho alianza con Goryeo, el intento mongol de invadir al archipiélago japonés se realizó principalmente en el año 1274 y luego en el año 1281 sin embargo la enorme tropa mongola transportada por una inmensa flota fue deshecha naturalmente por tifones (estos tifones han sido llamados en Japón: «kami kaze» es decir: Divino Viento aunque desde el siglo XX tal denominación ha obtenido una significación casi diametralmente opuesta a la original).
En esa época Goryeo se transformó en un estado vasallo de la China dominada por los Yuan a causa de establecerse una quda ( alianza por casamiento) de modo que los monarcas de Goryeo fueron los yernos  (khuregen) de los reyes Yuan. Como los príncipes de Goryeo tuvieron que vivir en la capital mongola establecida en China: Dadu, allí aprendieron la cultura mongola y se casaron con princesas de linaje Yuan. Los reyes de Goryeo conservaron los puestos importantes al relacionarse por quda con otras familias de Mardin, Uigur y otros mongoles ( como los Oirates, Khongirad, e Ikeres).
La dinastía Goryeo sobrevivió bajo el dominio de los Yuan hasta que el rey Gongmin de Goryeo empezó a expulsar los militares mongoles en 1350 logrando la restauración territorial en el norte de Corea.
Los aspectos más valorables de la dominación de Yuan en torno a Eurasia fueron los intercambios culturales y comerciales internacionales entre el «Oriente» y «Occidente». Los mongoles ganaron inteligencia sobre las tecnologías coreanas y notablemente la producción de las cerámicas.
Por otra parte al formar Goryeo y el imperio mongol una gran alianza militar, especialmente durante la rebelión de Sambyolcho en Jeju y las invasiones a Japón, los saqueos de los wakō (en coreano: waegu) disminuyeron. por esto ninguna intrusión ocurrió hasta 1350 cuando los sinomongoles Yuan sufrieron muchas rebeliones en su dominio.

### Última reforma

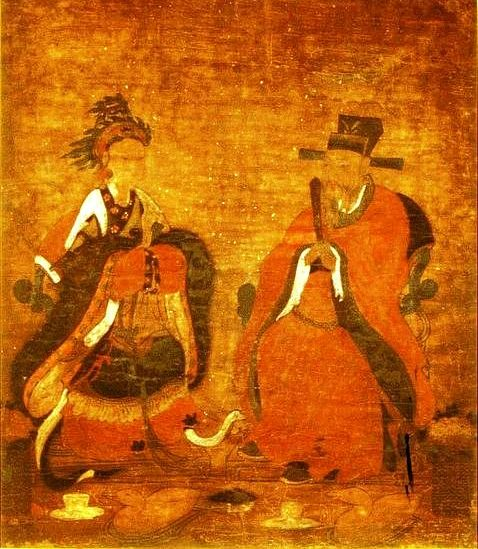
Retrato del rey Gongmin y su esposa la reina Noguk.

Cuando el rey Gongmin ascendió al trono, Goryeo aún estaba sometido a la influencia de la dinastía sinomongola Yuan; por este motivo como otros reyes, él también debió permanecer en la China dominada por los mongoles y regresó a Goryeo con su esposa la reina Noguk quien era princesa mongola. Cuando la dinastía Yuan fue a mediados del siglo XIV gradualmente derrotada fue entonces que el rey Gongmin comenzó sus esfuerzos visibles para renovar al gobierno de Goryeo eliminando la influencia mongola.
Su primera acción fue remover a la aristocracia pro-mongol y a los oficiales militares en la corte, disminuyendo notablemente la influencia de la familia Gi que había asegurado su fuerza merced a la ayuda de emperatriz Gi de la dinastía Yuan. A continuación, Goryeo recuperó las regiones septentrionales habían sido ocupadas por los mongoles: Ssangseong (en hanja: 雙城摠管府, en hangul: 쌍성총관부) y Dongnyeong (en hanja: 東寧府, en hangul: 동녕부). Los ejércitos de Goryeo pudieron retomar tales territorios con la ayuda del oficial coreano Yi Jachun y de su hijo Yi Seonggye (luego fundador de Joseon) Adicionalmente, estos generales trataron de conquistar a Liaoning en China.
Como el jerarca chino Zhū Yuánzhāng derrotó a los mongoles de la dinastía Yuan y reunificó China fundando la dinastía Ming, el rey coreano Gongmin envió un embajador a la dinastía china de los Ming en 1368. Lo cual facilitó la eliminación de las facciones pro-Yuan facciones y la alianza con los Ming con la intención de pacificar al noreste de Asia.
El rey Gongmin tuvo por importante colaborador a un monje budista llamado Shin Don (en hanja:辛旽, en hangul:신돈). Gongmin y Shin Don promovieron una serie proyectos incluso la redistribución de las tierras detentadas por las aristocracias promongolas y la liberación de los esclavos quienes forzadamente habían sido degradados, produciendo esto la masiva repulsa de los nobles. Por tales reformas, los vasallos de nueva generación fueron incluidos en la corte apoyando firmemente al rey. Con todo la invasión de los turbantes rojos y la piratería de los waegu al norte y sureste de Corea resultaron debilitaron mucho a la autoridad de la monarquía y obstruyeron varias reformas en niveles locales. Al fin, Shindon y rey Gongmin fueron eliminados por la nobleza pro-Yuan respectivamente en 1371 y 1374.

### Caída
En 1388, el rey U (hijo de Gongmin) y su reina prepararon la invasión a Liaonying con el apoyo del general Choe Yeong. Para lograrlo, Rey U envió a su ministro el general Yi Seonggye junto a los otros militares y aprovechando la ocasión Yi Seonggye provocó una rebelión, de modo que el reino de Goryeo finalmente cayó por la rebelión en cabezada por Yi Seonggye y sus últimos reyes resultaron muertos. Yi fundó el reino de Joseon en 1392.

## Política

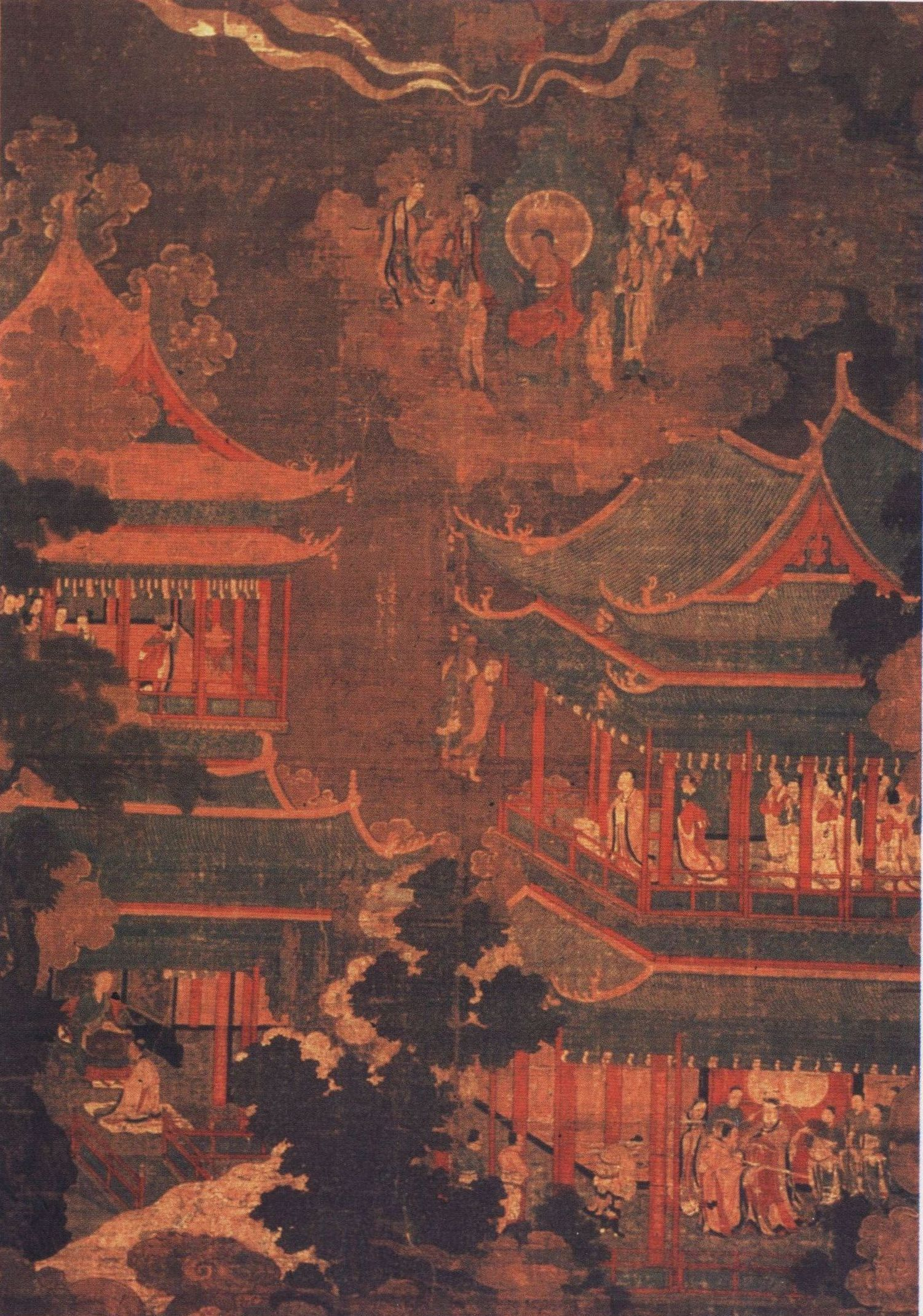
La pintura de Goryeo describiendo el palacio de Goryeo.

La palabra usada en la corte de Goryeo para denominar a este Estado fue la del imperio no la de reino. La capital, Gaegyeong (en hanja: 開京) fue llamada Hwangdu(La ciudad imperial, 皇都) y su palacio Palacio del emperador(皇城).
Durante el imperio de Goryeo fueron designadas como capitales cinco ciudades como capitales: Gaegyeong la ciudad principal; Seogyeong (西京, actualmente Pionyang), Namgyeong (南京, actualmente Seúl) y Donggyeong (東京, Gyeongju) como capitales segundarias. El uso de letra hanja 京 significa a Goryeo como imperio.
Sin embargo, los emperadores de Goryeo no usaron el título imperial en la sepultura. En su lugar, el nombre El descendiente del cielo (大王) se usó, también El emperador del Mar del Este (en hanja: 海東天子, en hangul:해동천자).
Tanto las dinastías chinas Song como la Liao toleraron la denominación de Goryeo como un imperio autónomo. Por otra parte, las calificaciones de "imperio" fueron prohibidas después de la invasión de los mongoles. Tras tal invasión los reyes de Goryeo debieron usar el sinograma 忠 ‘leal’ (en hangul:충) en los títulos póstumos. Es por ello que los monarcas después del emperador Wonjong de Goryeo tienen la misma letra en sus nombres póstumos. Dado que las invasiones mongolas debilitaron a Goryeo ya sus gobernantes no usaron el sinograma 忠 .
Con el objetivo de que se consolidase la autoridad real, el emperador Gwangjong de Goryeo renovó el sistema nacional estableciendo nuevas leyes que incluyeron la liberación de los esclavos en el año 958 y establecimiento del examen para emplear a los oficiales civiles. Además, Gwangjong proclamó el estado imperial internacionalmente.
El quinto Gyeongjong de Goryeo reformó al sistema de la posesión de la tierra llamada "Jeonsigwa" (en hanja: 田柴科) y el siguiente emperador, Seongjong envió sus oficiales a las localidades para lograr una corte más centralizada la cual fue basada en el confucianismo.

### Organización gubernamental central
El rey (emperador) Taejo utilizó el régimen de Silla y Taebong, acabando con la categoría del rango «golpum». Cuando el sistema estatal se estabilizó bajo el reinado de Seongjong y de Injong, la organización del gobierno se completó al ser aceptada por las dinastías chinas Tang y Song.
Los consejeros del emperador fueron llamados Samsa y Samgong. El organismo supremo en el gobierno central fue el Samseong y Yukbu. El orden real y las proposiciones de los súbditos fue transmitido por el ministerio llamado Munhaseong (문하성), mientras que el ministerio llamado Jungseoseong (중서성) despachó los negocios sobre los mandatos y Sangseoseong (상서성) directamente practicó los asuntos estatales con seis entidades. El ministerio del Munhaseong fue prácticamente equivalente al de un primer ministerio moderno. Como existían relaciones estrechas entre el Munhasong y el Sangseoseong, se llamó como Jungseo-Munhaseong (중서문하성). Bajo el ministerio del Sangseoseong había seis entidades: ① Ibu: la designación de los funcionarios; ② Byeongbu: los asuntos de los generales, el servicio militar; ③ Hobu: los asuntos de casas y familias, distribución de labores obligatorias; ④ Hyeongbu: los asuntos sobre los ordenamientos administrativos, persecución y cárcel; ⑤ Yebu: las escuelas, gwageo, ritos religiosos; ⑥ Gongbu: los artesanos, construcción de los palacios y oficinas.

## Diplomacia
Con la intención de hacer la expansión sobre los comercios culturales con China, Goryeo continuó enviando sus súbditos a Song, pero no lo pudo ocupar la parte norte de China. Al norte de Goryeo se estableció el reino de Balhae, fundado por un exgeneral del reino Goguryeo. Como Goryeo intentó seguir la espiritualidad de Goguryeo, los dos estados formaron relaciones amigables.
La situación internacional se cambió dramáticamente por el crecimiento rápido del reino Liao que destruyó Balhae en 926 y sometió a Song china en 1004. Cuando Balhae cayó por el ataque de los kitán Liao, el rey Taejo de Goryeo aceptó a los refugiados de Balhae como hermanos.
Después de la caída de Balhae, los kitán de los Liao trataron de establecer relaciones diplomáticas con Goryeo al menos en un par de ocasiones. En el año 942 el emperador sinokitán Taizu de Liao envió a un embajador con el regalo de 50 camellos, pero Taejo de Goryeo los rechazó y los animales murieron de hambre. Por lo contrario Goryeo mantuvo relaciones con las cinco dinastías, y otros reinos del sur de China. En 962, Goryeo envió embajadores a la dinastía china de los Song, estableciendo así una amistosa relación oficial. Los intercambios entre Goryeo y Song habían sido frecuentes a través de delegaciones pero esta relación fue obstruida por los kitán dominadores de China de la dinastía kitán de los Liao y la dinastía Jurchen. Liao invadió Goryeo tras treinta años. Series de campañas forzaron a Goryeo a firmar la paz en 1020. Como el Lejano oriente estuvo en paz durante casi un siglo, Goryeo consolidando en tal caso la línea diplomática: Goryeo-Liao-Song.
En el año 1102 los Jurchen amenazaron a Goryeo con la guerra, y en 1115 en China se estableció la dinastía Jin aniquilando a la dinastía sinokitán Liao. Jin a la fuerza continuamente avanzó con el objeto de conquistar el sur de China. Como ocurrió un cambio de situación internacional, Goryeo realizó tributos en 1126. y de este modo los Jin no invadieron a la península coreana.
La tensión continuó en torno al siglo XII y XIII, cuando los mongoles nuevamente realizaron invasiones. Tras muchos sacrificios, Goryeo finalmente capituló ante la mongola dinastía Yuan.

## Economía
La economía de Goryeo se puede calificar informalmente como una "economía de los templos" porque muchos templos se construyeron y se conservaban merced a muchos territorios y esclavos. Como los monjes budistas pudieron trabajar en varias rubros, los templos produjeron casi todas las cosas desde la sal, los vinos y —entre otras muchas otras cosas— también cultivaron cereales.

### Agricultura
La técnica agrícola fue evolucionado gradualmente basada en las normas de cultivo de los tres reinos de Corea, especialmente el de Silla unificado. El modo de regar los arrozales se practicó por primera vez en el sur de Goryeo, lo cual ayudaba la simplificación de plantación.
Bajo la intensa influencia budista fue prohibida la consumición de carnes, lo que resultó en una gastronomía que hizo diversos usos de verduras como pepinos, rábanos, berenjenas y retoños de bambú así como también se elaboraron varias formas de kimchi.
El libro clásico, 《Samguk Sagi》 dice que los reyes y las reinas de Silla fomentaron la plantación de moreras. A continuación, la sericultura y la cualidad de los textiles fueron avanzando merced a la gran demanda de seda. El desarrollo de sericultura influyó en el estilo único de la prenda coreana, incluso promovió una evolución en las tintorerías.
En el siglo XIV, un embajador a Yuan, Mun Ik-jeom (en hangul:문익점) llevó algunas semillas de algodón a Goryeo. A pesar de que el cultivo algodón existía ya durante la época de los tres reinos de Corea, la popularización de la industria algodonera se logró después de establecido el reino de Goryeo.

### Comercio
Como Wang Geon, el fundador del reino, era descendiente de un gran comerciante, en Goryeo el comercio tuvo un rol muy importante. Domésticamente existían dos tipos de fábricas: los talleres del gobierno (gongyeong, 공영) y los privados(sayeong, 사영) que deberían pagar impuestos.
Los mercados más grandes estaban en la capital y fueron construidos por el Estado y la escala de ellos se pudo extender cuando los comerciantes extranjeros les visitaron. Así, creciendo los negocios, los gongyeong ganaron más pujanza con el transcurso del tiempo. En las aldeas, otro tipo del mercados operaron bajo del nombre de hyangsi (en hangul:향시, literalmente: el mercado local). Aunque las rutas principales partían desde la capital a Namgyeong (actualmente Seúl), Andong y Gyeongju, no es seguro hoy decir qué importancia tuvieron a nivel regional.
Internacionalmente, Goryeo hizo los comerios con diversas pueblos y estados: los Song, los Kitán, los Jurchen, el Imperio sasánida y los árabes. Aunque el comercio temprano fue centrado con Song, el dominio de los intercambios se expandieron. El puerto más activo fue el de Byeokran-do (en hangul:벽란도) en el río Yeseong cerca de la capital, Gaekyong.
| # | País                | Importación                                                                        | Exportación                                        |
| 1 | Song                | sedas, perlas, té, especias, productos medicinales, libros, instrumentos musicales | oro, plata, ginseng, mármol, papel, tinta china    |
| 2 | Liao                | caballos, ovejas, seda vulgar                                                      | minerales, algodón, mármol, tinta y papel, ginseng |
| 3 | Jurchen (1115-1234) | oro, caballos, armas                                                               | Plata, algodón, seda                               |
| 4 | Japón               | mercurio, minerales                                                                | ginseng, libros                                    |
| 5 | Califato abasí      | mercurio, especias, marfil, cristal, ámbar                                         | Oro, plata                                         |

## Sociedad

### Ideología
Goryeo fue la primera fundación unificada en Corea sin influencia extranjera, lo que había pasado por la alianza de Tang-Silla en el siglo Ⅶ. El budismo como la ideología estatal de Silla continuó en Goryeo como la religión del estado pero la ideología política mayoritariamente representaba la característica confuciana de organizar la sociedad, notablemente por fundar el instituto nacional, Gukjagam. En el nivel local, los hyanggyo (en alfabeto hangul: 향교) jugaron el papel de educación. La coexistencia de dos ideologías existieron en torno a la dinastía coreana pero a fines de su era, el budismo perdía su influencia dramáticamente, porque la nueva generación en la corte adaptó neo-confucianismo.
El budismo demostró gran influencia pero los diversos rituales se pueden conservar. Por ejemplo, Yeondeunghoe (el festival del loto) permitía la combinación de chamanismo, taoísmo y algunas tradiciones coreanas.

### Jerarquía

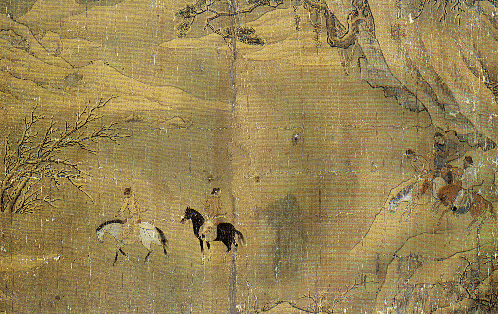
La pintura de Yi Je-hyeon a fines de Goryeo que describe cinco nobles, cruzando un río helado.

Durante Goryeo, los reales de su apellido Wang conservaron el lugar más alto en la jerarquía. Ganando el apellido desde el emperador, se consideraba el más grande honor.
En según lugar, los nobles de Silla y otros vasallos tomaron sus puestos. La autoridad burocrática y aristocrática formó la nueva estructura: los oficiales civiles, los funcionarios militares, los soldados, los artistas y la mayoría de los inquilinos. La elevación de las posiciones sociales fue posible por tomar examen estatal en temas de la historia, filosofía, poesía, lengua china y otras asignaturas. Como todos puestos en la corte se seleccionaron a lo largo de este concurso de oposición, teóricamente todos los hombres pudieron presentar un examen. No obstante, era muy difícil para los plebeyos de apoyar sus hijos económicamente.
La única característica de Goryeo fue las facciones de buena familia (en coreano:문벌귀족) que tuvieron los ministrios en sus varias generaciones o enviaron sus hijas como la emperatriz del emperador. Por ejemplo, unas familias basadas en la región Andong conservaron su prosperidad por esta ruta.

### Costumbre

#### Familia
Durante Goryeo, la actividad de las femeninas relativamente era libre solo excepto al político. Como la sociedad matriarcal, no existió la prohibición de segundo matrimonio y economía femenina. Un embajador quien visitó a Goryeo en 1123 escribió que no había sido una restricción sobre la poligamia y también el vivir del marido en la casa de su esposa.
La ceremonia ancestral, Jesa pudo ser practicada por las mujeres y dejó de ocurrir el trato desigual sobre los derechos sucesorios para las hijas. El divorcio pudo darse por la sola voluntad de esposa con separación de bienes y custodia de niños. Adicionalmente, los ancestros que se adoraban en el servicio ancestral se limitaron según el rango del muerto: tres generaciones en caso de los rangos más altos; dos generaciones de los rangos medios y entre los puestos más bajos y los plebeyos solamente a sus padres. Esta práctica fue muy diferente de los costumbres practicadas durante el periodo  Joseon en el cual las ceremonias tuvieron lugar más de ocho veces en un año y fue prohibida la actividad femenina en casi toda ceremonia e institución, ya que durante la dinastía Joseon, debido al influjo del confucianismo se redujeron drásticamente los derechos femeninos.

#### Festivales

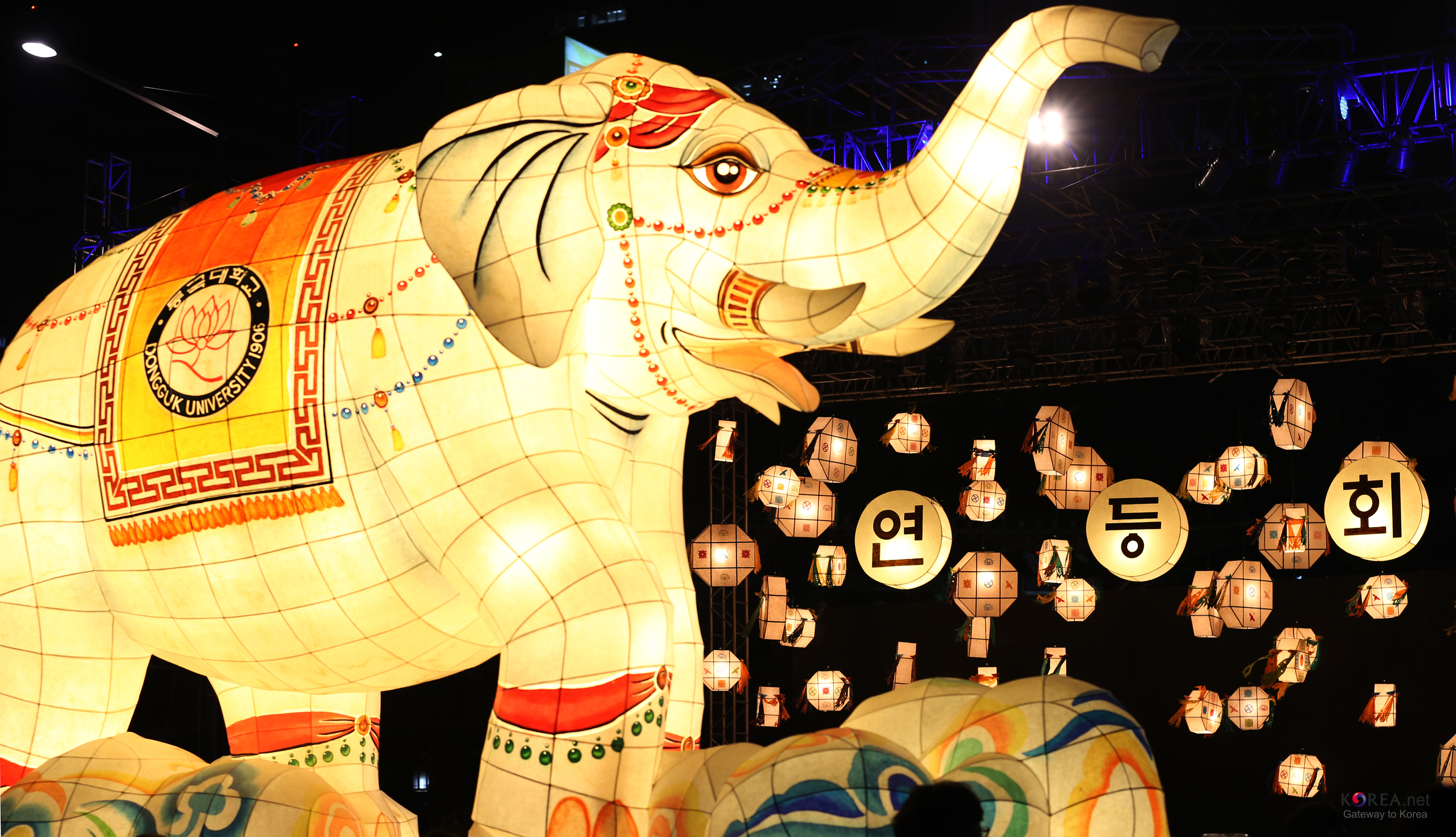
Festival de Yeondeunghoe en Seúl, 2013.

La dinastía Goryeo heredó gran parte de Silla, especialmente en voz de la arte y cultura. El budismo como la religión del estado celebraban unos festivales: Palgwanhoe(en alfabeto hangul:팔관회, La combinación de creencia folclórica y budismo que empezó desde 551) y Yeondeunghoe (La festival de lámparas en forma de lotos) desde el primer año de la fundación. Palgwanhoe fue desaparecido durante la invasión de los mongoles, reabriendo hasta 1391.
El primer emperador Taejo escribió 10 cartas para sus sucesores diciendo que todos ministros tuvieron que anteponer esta forma de celebración. El emperador y también los miembros de la familia real hicieron la merced durante las festivales. Como la producción del arroz se escaló considerablemente, dieron pasteles y dulces del arroz.

#### Rituales
Como el confucianismo ocupó a la ideología política nacional, la agricultura conservaba un lugar importante durante Goryeo. Normalmente, tres rituales se celebraron en el principio, mientras que solo en el primer mes lunar (Seonnongje, en hangul:선농제) tuvo lugar desde 1414. Seonnongje mantuve la importancia de consolidar la estabilidad económica y fomentar los cultivos.
Los funerales fueron celebrados según el rito budismo aproximadamente dentro de cien días. Lo que fue muy diferente con los anteriores, dejó visitar a quienquiera que viniera al templo. Una escala del funeral se decidió por la posición del muerto y la población de su pueblo o región. Se enterraron o cremaron, mientras que los nobles preferían terminar sus vidas en el monasterio. Como se creía que a los espíritus molestaban como aparecidos, era muy importante tratar a la familia del difunto hospitalariamente.

#### Juegos y deportes

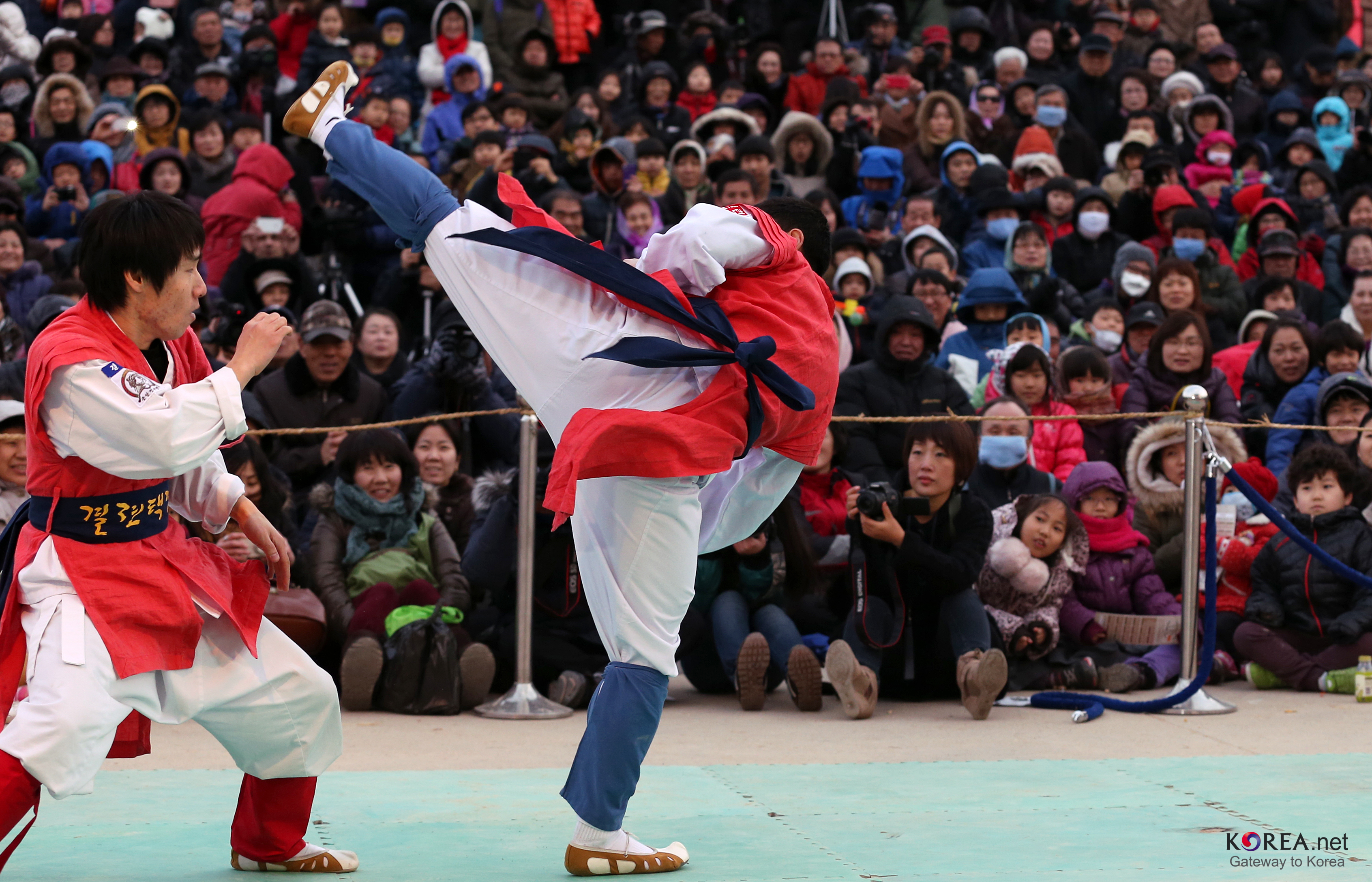
El deporte tradicional, Taekkyon.

Un juego de Baduk, que es un juego de tablero estratégico para dos jugadores fue muy popular durante Goryeo. Según los recuerdos históricos, el emperador Gyeongjong fue el entusiasta aficionado a Baduk, mientras que un hombre llamado Jo Yuntong fue el jugador con mucha fama y Kubili Khan de Yuan china lo mandó a venir a China.
Juego del Iut (웇놀이) se jugaba sin distinción de edad ni sexo y el variante de Iut llamado Ssangnyuk (쌍륙놀이) fue un juego popular para las damas. Las mujeres jugaron Nultwigi (널뛰기) en el día del Año Nuevo y pudieron practicar equitación.
Como los mongoles influyeron a Goryeo, cetrería ganó gran popularidad después del medio del reino. Cazando con aves rapaces, los aristocracias se divirtieron en capturar unas presas, especialmente faisanes. Como Yuan demandó los halcones como los tributos, el rey Chungryeol estableció una organización de Ungbang(응방).
En caso de artes marciales, Goryeo puso énfasis en adquirir formación espiritual. El taekwondo avanzó su etapa considerablemente. Un deporte tradicional, Subak continuaba pero se prohibió por el gobierno porque la gente lo utilizaron como apuestas. Procediendo de subak, taekkyon que incluye numerosas técnicas de pie y movimientos fluidos de los brazos fue fomentado como la disciplina militar.

### Religión

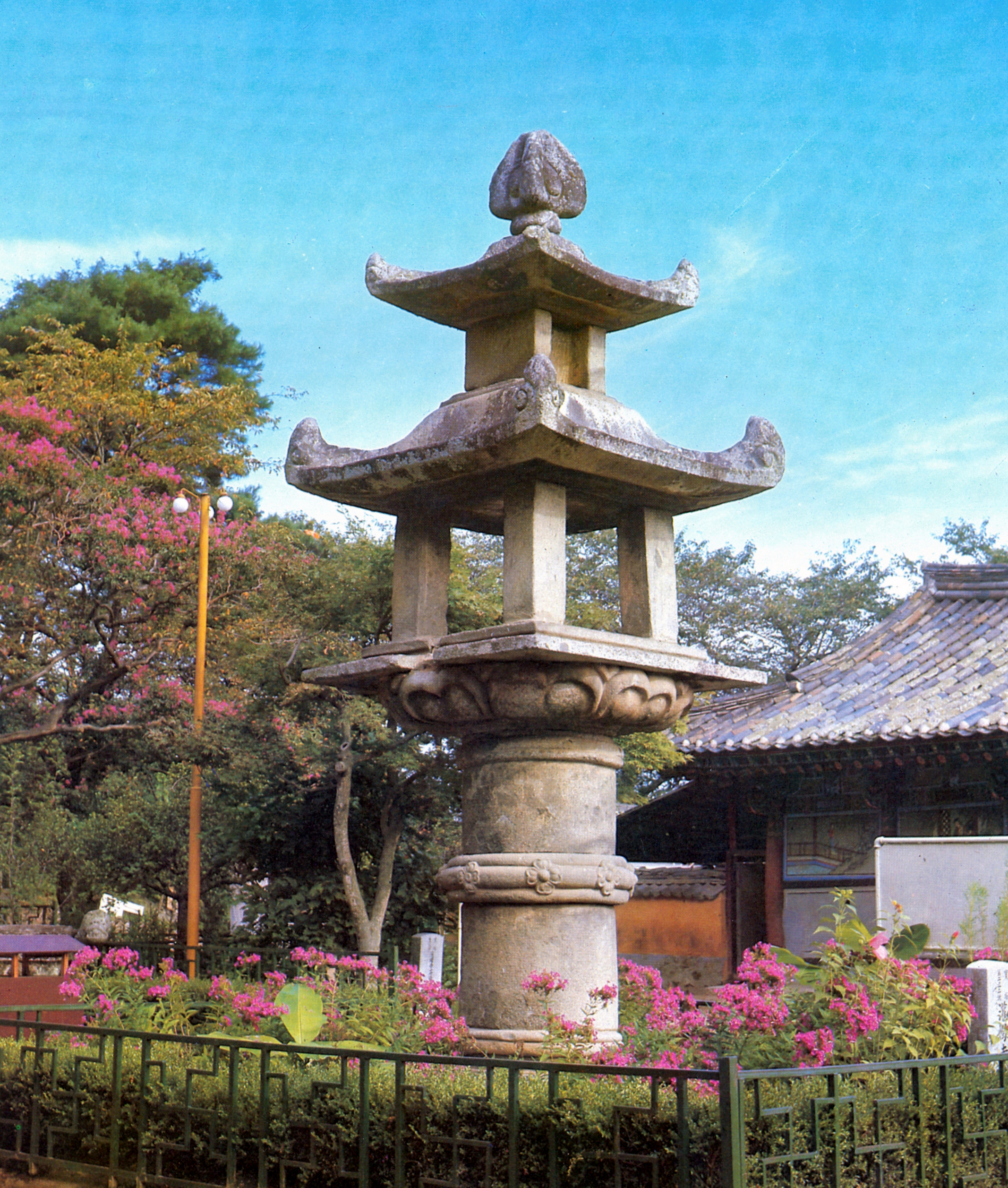
Lámpara de piedra en el templo Gwanchoksa (관촉사, c.938) en Nonsan, Chungcheong.

El budismo llegó a Corea en el año 327 y fue aceptado por los tres reinos de Corea. Durante Goryeo, el budismo ganó los apoyos nacionales y para obtener tales apoyos fue ayudado por su amplia producción artística, principalmente en los ámbitos de la literatura y de la arquitectura.
El taoísmo, de origen chino, y el chamanismo coreano también se practicaban y veneraban en algunos templos. A mediados de la existencia de Goryeo, las relaciones comerciales desde Arabia pudieron avanzar en Corea sin el previo paso por China, entonces fue que aparecieron los primeros adherentes al islam en Corea.

#### Budismo
El budismo durante Goryeo ganó gran apoyo del estado.
Inicialmente, los maestros del budismo Seon (literalmente: meditación) fueron considerados radicales y por ende peligrosos. Por lo tanto, los principales fundadores de las «Nueve Montañas» (nombre que indica nueve lugares donde los templos de Seon fueron ubicados.) recibieron las presiones de la escuela Gyo, facción que significa «la doctrina » en idioma coreano. Durante todo el período de Goryeo, los conflictos entre las escuelas budistas Gyo y Seon continuaron, pero gradualmente el Seon se destacó debido a su transmisión de la ilustración y así disfrutó de superioridad entre el pueblo coreano.
La expansión de la escuela budista Seon especialmente desde la prédica del gran maestro Jinul fue generalmente adoptada porque él presentaba la unidad de doctrinas teniendo por centro la meditación. Aunque todas las escuelas budistas se mencionan en los anales históricos, el budismo Seon predominó en la cultura budista, la sociedad y el gobierno; por esto el Seon recibió los apoyos nacionales y con ello derechos especiales.

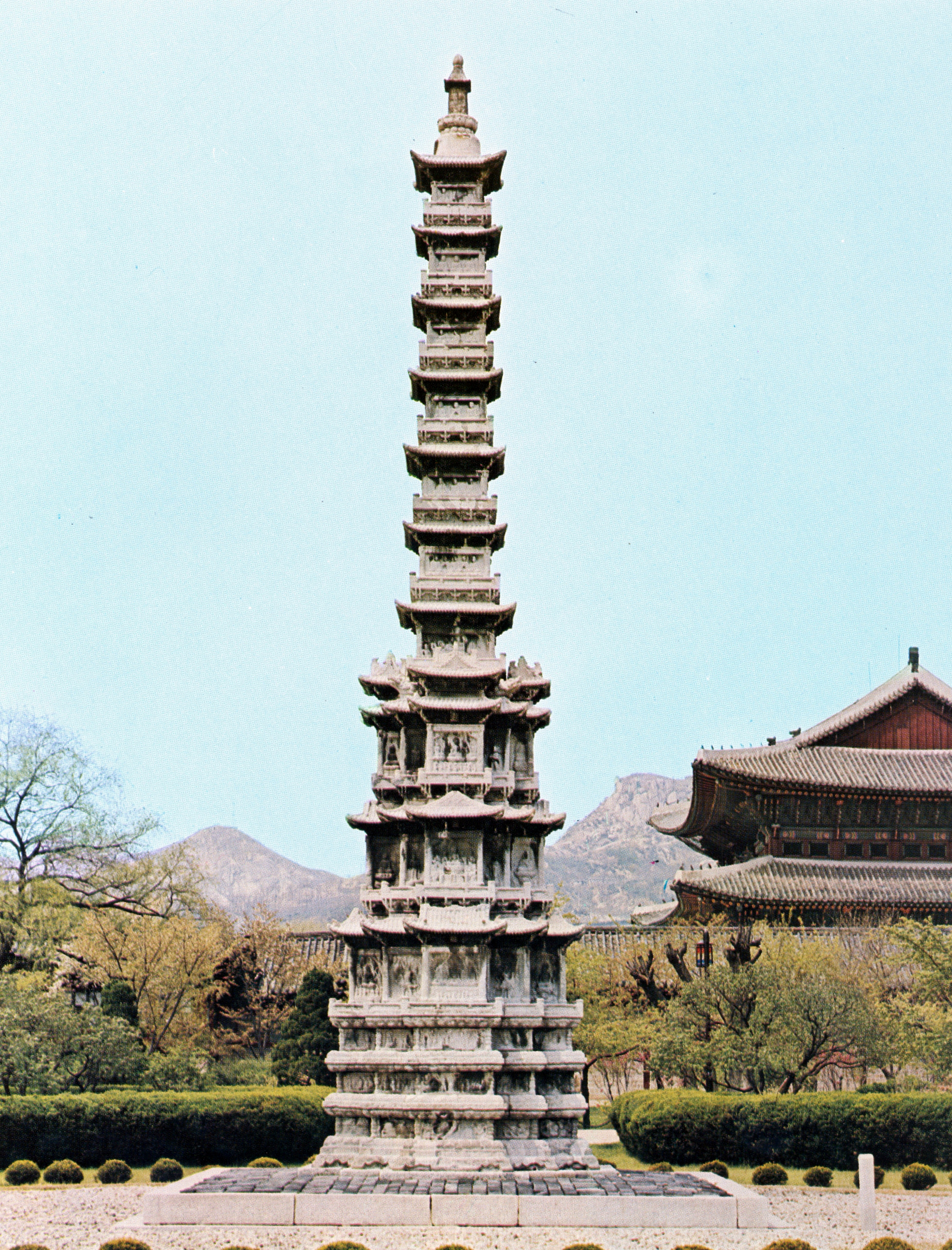
Pagoda de diez pisos del templo Gyeongcheonsa (ca.1348). Aunque edificada en Gaekyong, ilegalmente fue desmontada y llevada a Japón en 1907. Regresando a Corea cuando fue trasladada al Museo Nacional de Corea en el año 2005.

Aunque la mayoría de las escuelas budistas basadas en la doctrina(Gyo) dejó crecer, la escuela de Hwaeom continuaba conservar su influencia gracias por los estudiosos de Uisang y Wonhyo. Especialmente, Gyunyeo (均如; 923-973) propulsó la reconciliación de Hwaeom y Seon, por abarcar lo relacionando con Seon. Los libros de Gyunyeo son los orígenes importantes para identificar la característica de budismo coreano, especialmente de Hwaeom.
Otro defensor de unir Seon y Gyo fue el monje Uicheon. Como principios monjes de Goryeo, Uicheon también empezó su disciplina en una escuela de Hwaeom y luego fue a China. Al regresar, Uicheon activamente propagó el orden de Cheontae (天台宗, o Tiantai en chino), que se consideraba como otro tipo de Seon en Corea. No obstante, Uisang murió prematuramente sin observar la unidad de Seon y Gyo.
La figura más importante de Seon durante Goryeo fue un monje Jinul (知訥; 1158–1210). En su época, la comunidad budista (o sangha) confrontó series de crisis. El budismo gradualmente mostró la tendencia secular como leer la suerte y hacer la ritual solamente para un suceso de los adoradores. Este tipo de injusticia causó la profusión de los monjes con razones insolentes. Por esa razón, la corrección y el mejoramiento del budismo fueron los temas nucleares.
Jinul buscó la metodología del nuevo movimiento dentro de Seon coreano y lo llamó la sociedad de "samādhi y prajñā.", quien objeto fue establecer la comunidad nueva de tierra pura novicios en las montañas. Finalmente, Jinul realizó su objeto por fundar Songgwangsa templo en la montaña Jogye.
Un principal tema que largamente había fermento en Seon chino fue la manera "gradual" y "repente" en torno a práctica y sabiduría. Llevando los datos importantes por Zongmi (780-841) y Dahui (大慧; 1089–1163), Jinul escribió unos textos basados en la iluminación repentina por práctica gradual. Jinul incorporó la metodología de gwanhwa (觀話). Esta forma de meditación es una de principios temas en ahorita Seon coreano. La resolución filosófica sobre conflicto entre Gyo (la doctrina) y Seon (la meditación) llevó el efecto largo en el budismo coreano.
La tendencia general en el budismo de la segunda mitad de la historia de Koryo fue una declinación debida a la corrupción, y el surgimiento de un fuerte sentimiento político y filosófico antibudista. Paradójicamente, tres maestros de Seon coreano aparecieron esta época: Gyeonghan Baeg'un (景閑白雲; 1298–1374), Taego Bou (太古普愚; 1301–1382) y Naong Hyegeun (懶翁慧勤; 1320–1376). Todos visitaron la Yuan china a fin de aprender linji (en chino:臨濟, en coreano:임제) que había popularizado por Jinul bajo el nombre de gwanhwa. Tres monjes regresaron y establecieron las escuelas de Imje que enseñaron las prácticas meditabundas y tuvieron unos centenares de los discípulos.
La compilación de Tripitaka Coreana fue el caso de máxima importancia durante Goryeo: dos ediciones se publicaron. La primera tripitaka se completó en 1231 y la segunda en 1259, mientras que los invasores mongólicos destruyeron la primera edición pero otra se conserva en Haeinsa de la provincia Gyeongsang del Sur.

#### Confucianismo

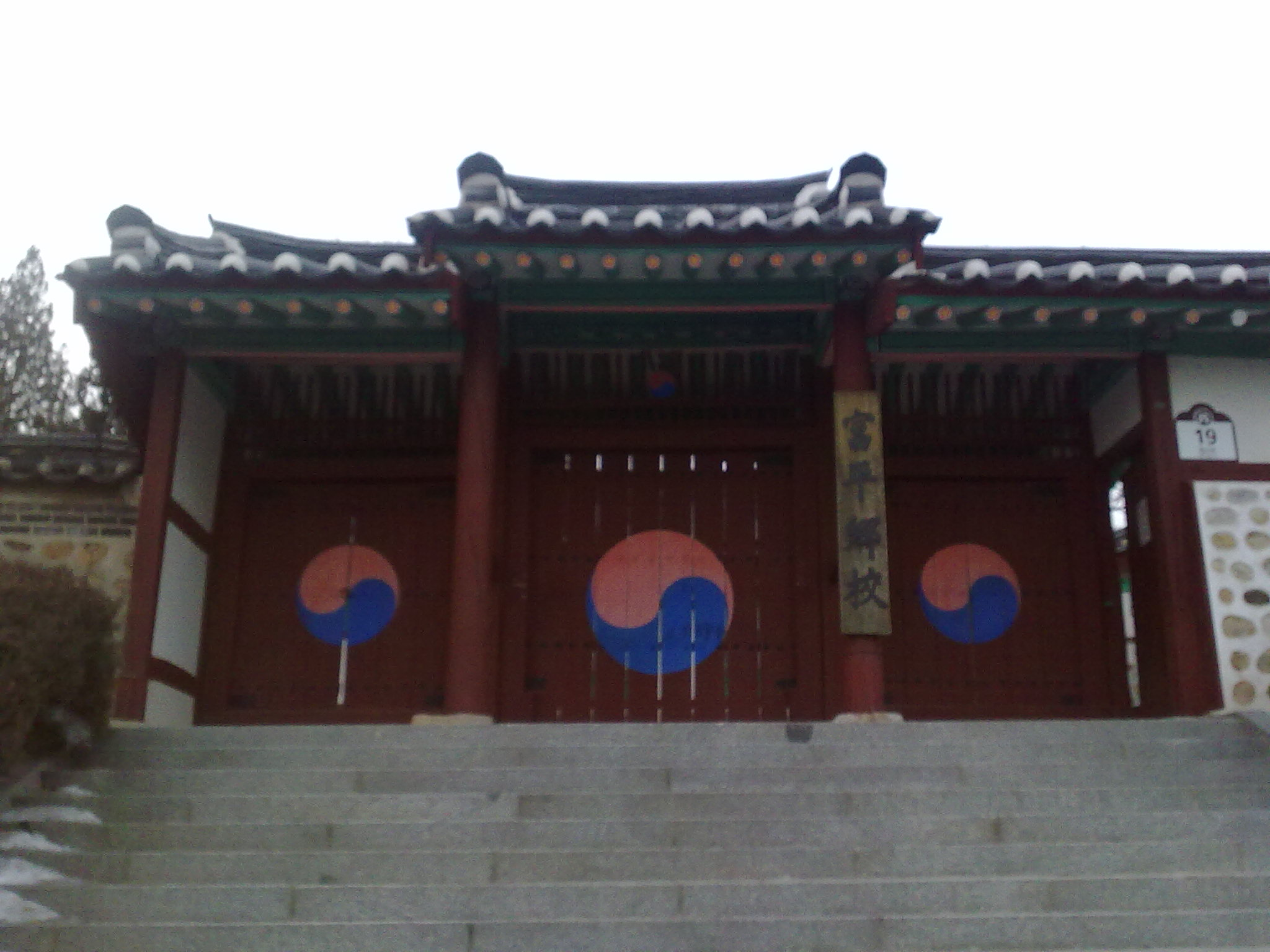
Instituto local hyanggyo en Bupyeong, actualmente Incheon construido en 1127 d. C.

Sin embargo el confucianismo se aceptó en la política, no se indaga en las vidas públicas debido a la masiva influencia budista. Conversamente, se consideraba la ideología reinante en el sistema de la corte. El tercer emperador de Goryeo, Gwangjong estableció el examen para el servicio civil nacional y Seongjong fundó el instituto nacional llamado Gukjagam. Los dos emperadores representan el principio del confucianismo durante Goryeo. En locales, el hyanggyo (en hangul:향교) fue fundado como la escuela provincial. Los plebeyos pudieron entrar a hyanggyo cuya intención fue educar a la gente y re-construir la sociedad integral. El rey Injong fundó numerosas escuelas en las capitales secundarias en 1127, dando dominio y esclavos que se considera el comienzo del instituto local en Corea. Los instructores se enviaron por el gobierno central a hyanggyo y también las doce escuelas privadas. Llegando chuhiísmo por An Hyang (안향) a Goryeo circa el siglo ⅩⅢ, la atención al confucianismo tomó gran pujanza porque los jóvenes investigadores con firme influyente ya pensaban que la dinastía Goryeo no se podía avanzar. Y ellos querían fundar el país a base del fuerte confucianismo, instigando a la caída de Goryeo más rápidamente. Así es que el confucianismo se quedó no solo en políticas sino también en toda parte de la sociedad desde Joseon.

#### Islam
Según el libro histórico, Goryeosa, los cien islamitas llegaron a Corea en 1024. Las relaciones comerciales entre el mundo islámico y la península coreana duraba hasta el siglo ⅩⅤ. El grupo de hui china empezó habitar en Corea.
Algunos islamitas desde el cercano oriente y Asia central se asentaron en Goryeo en este tiempo y las fuerzas mongólicas se llamaron como Saengmokin (en hangul:색목인, "colored-eye people") que se considera islámicos. Fue posible porque durante el reinado de la dinastía Yuan, los musulmanes llegaron a China como los militares y ocuparon la segunda posición después de los mongólicos.

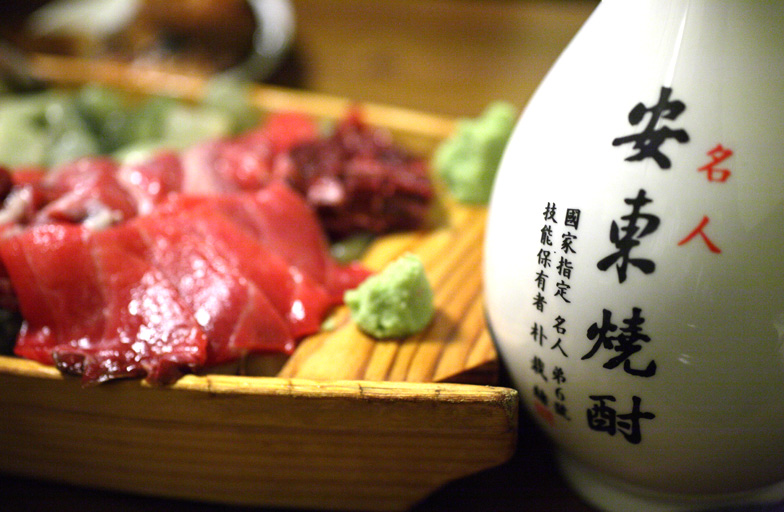
Un tipo de soju, Andong soju.

##### Soju
Soju, es el nombre del «vino» (en rigor no es un vino ya que los vinos propiamente dichos son solo fermentados en lugar de destilados) popular coreano, el mismo fue destilado alrededor del siglo ⅩⅢ durante la invasión mongola a Corea. Los mongoles aprendieron la técnica de destilación de los árabes cristianos.
Los mongoles llevaron consigo la producción de este y luego se establecieron unas destilerías se alrededor de la capital Gaekyong. Como tal bebida alcohólica se llamó  arak, los aristócratas coreanos también lo denominaron arakju (en alfabeto hangul:아락주 = El vino arak) Se considera que el soju se popularizó en tiempos del reinado del Chungryeol, mientras que algunas de las regiones coreanas en donde los soldados mongoles se asentaron empezaron producir el soju de primera clase, típicamente en Andong.

## Cultura

### Tripitaka Coreana
El tripitaka coreano (en hangul: 팔만대장경) es una tripitaka con aproximadamente 81,258 escrituras budistas. En el canon pali la palabra tripitaka significa tri(tres) y pitaka (cestas) en sánscrito incluso el discurso budista que indica la sabiduría referente a la vida. Se manufacturó por la comanda del rey Gojong en 1251 para poner una fuga de los enemigos mongoles. Aunque la primera edición fue destruida al quemarse en un incendio, la segunda tripitaka se conserva en templo de Haeinsa.

## Arte

#### Cerámicas

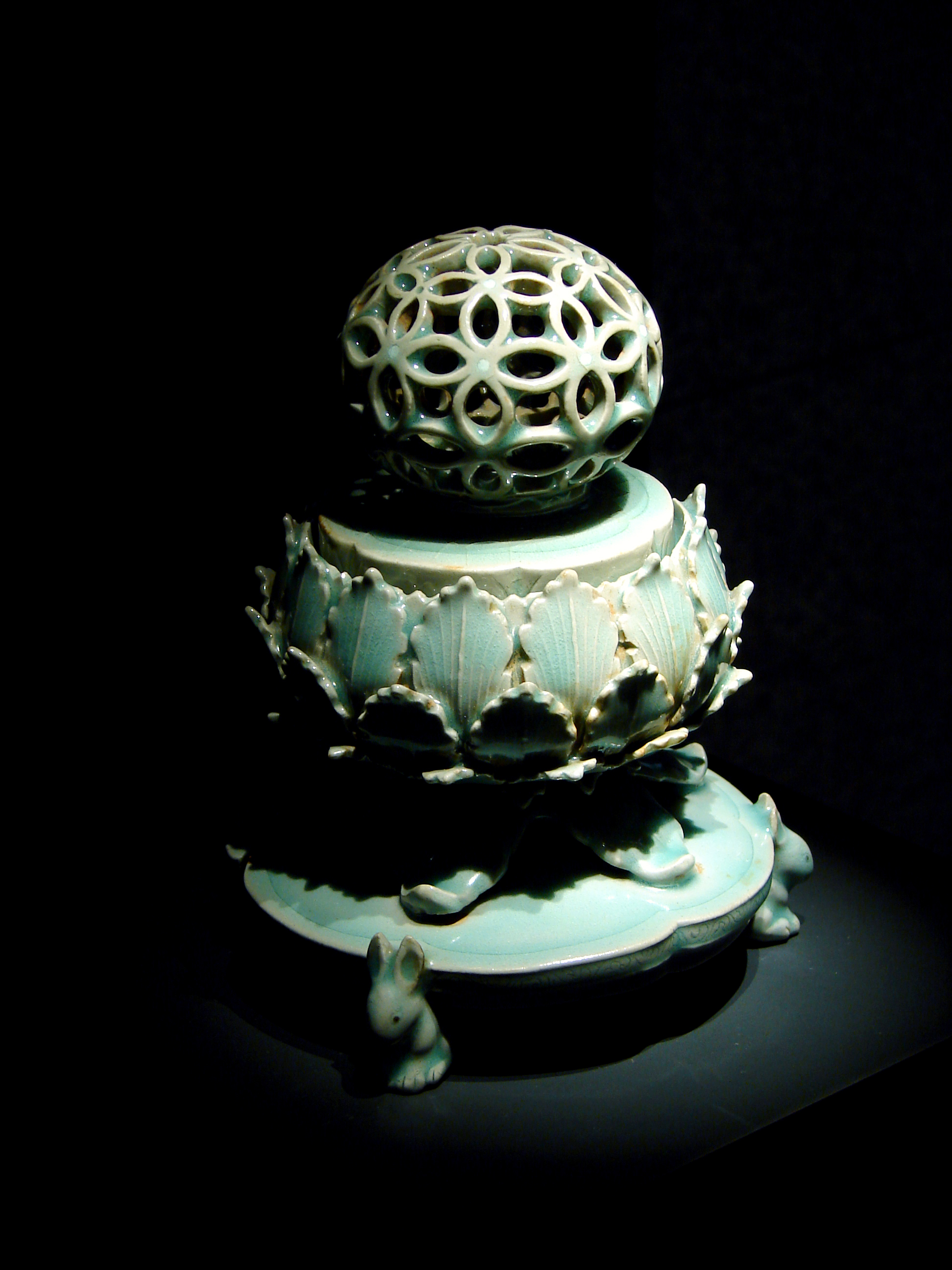
Incensario de celadón. Catalogado con el N˚ 95 del Tesoro Nacional Surcoreano.

Las cerámicas de Goryeo se destacaron en realizaciones como las basadas en el  celadón  de Goryeo que con justicia se consideran las más refinadas en la historia coreana. Los ceramistas se inspiraron por las cerámicas de la dinastía Song china y empezaron producir el color distintivo llamado bisaek (비색) o celedón verde. Diversos patrones de este tipo de cerámica aparecieron en Goryeo mediante la llamada técnica incrustada ( conocida mundialmente por la palabra francesa cloisonné). Los diseños y colores eran considerablemente muy variados debido a la característica de sus diferentes vidriados (esmaltes) : normalmente, el marrón o negro se usó en las porcelanas pero el esmalte transparente e incoloro se usó también en el celadón coreano para adoptar la técnica llamada  sang-gam (상감) semejante a la marquetería.
Los objetos de tal tipo de cerámica descubiertos son anchas escudillas, tazones de porcelana, una copa con el emblema del crisantemo o de un loto, ambos emblemas están motivados por el budismo que suele tenerles como símbolos.

#### Danza y música
En cuanto a lo musical, Goryeo disfrutó de la tradición de bailes forjada durante los reinos de Goguryeo, Baekje y Silla. Más tarde, las variedades se aumentaron en la danza de corte y ceremonia religiosa. El nombre de jeongjae (정재) que indica la danza de la corte fue usado desde Goryeo. Por ejemplo, un tipo de danza tuvo el nombre de Jyangak Jeongjae (향악정재).
Como otras partes culturales de Goryeo, la música de Goryeo siguió la tradición de Silla. Aunque Silla adaptó la música de Tang china, su impacto desapareció, aceptando los instrumentos y la formación de música procedentes de la también china dinastía Song. La música importada era en su mayoría para rituales del confucianismo que se llamaron Aak (en hangul:아악). Otro tipo de música denominada jyang-ak(향악) que se formó desde tiempos del reino de Silla empezó a progresar en sus estilos al hacer una combinación de la música de la realeza y ritmos populares. En la corte varias músicas se practicaban con danzas. Parte de la música de Goryeo fue heredada por Joseon y las mismas aún en el presente son practicadas en las ceremonias. La mayor parte de las canciones de Goryeo se registraron en libros musicales escritos después del siglo XV. La distintiva característica de las canciones durante el reino de Goryeo fue la de las letras estéticas en lengua coreana sin usar la lengua china.

#### Pintura

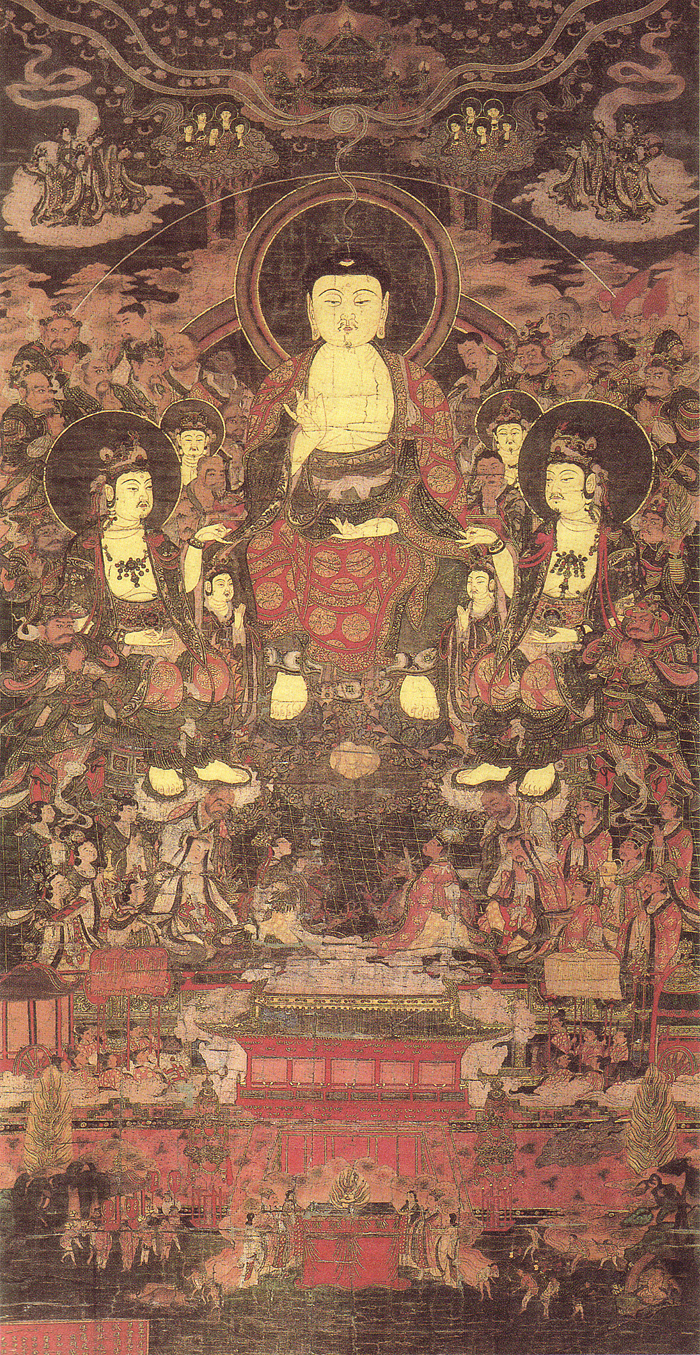
Una de las pinturas más excelentes de Goryeo c. 1350.

Aunque las pinturas durante la dinastía Goryeo no fueron abundantes, es evidente que Goryeo recibió muchas influencias desde la dinastía china de los Song, especialmente en el caso de paisajismo. Desde la tradición de los ocho lugares de interés, los pintores coreanos crearon ocho lugares de Songdo. Habitualmente pintaron a partir de la reunión de los literatos pero nada ha sido transmitido a la época presente.
Bajo la fuerte influencia budista, el arte budista constituyó el tema principal en la corte y entre la aristocracia. Incluso las pinturas, las esculturas budistas, budarupas se produjeron constantemente en el reino de Goryeo. Pese a todo el mayor número de pinturas budistas de Goryeo se guardan en Japón porque los monjes coreanos las legaron al Muromachi japonés durante la época Joseon. En 2000, la tumba de Bak Ik un vasallo del ocaso de Goryeo fue excavada y en la excavación fueron halladas diversas reliquias de pinturas murales que describen la vida diaria pero la investigación sobre esto es relativamente escasa.

### Literatura
La época Goryeo observaba la fusión de varias formas en la literatura coreana, que fue causado por la fundación de los institutos y gwageo. La literatura budista se fomentaba bajo el apoyo nacional, notablemente la tripitaka budista que se escribió por primera vez entre 971 y 981 para diversificar los intereses de su gente.
Unas características se marcaron más, usando letras chinas; como la desaparición de Jyangga y la emergencia de Goryeo Gayo (고려가요, la canción de Goryeo) cuya obra maestra es Samogok (El canto sobre Madre). Los autores más famosos fueron Kim geuk-ki, y Yi-gyu-bo, mientras que los oficiales civiles debían elegir entre ajustar al gobierno militar o vivir retirados en el campo. El sijo, que consta de tres versos con una media de entre catorce y dieciséis sílabas, inició a mediados de Goryeo.

## Tecnología

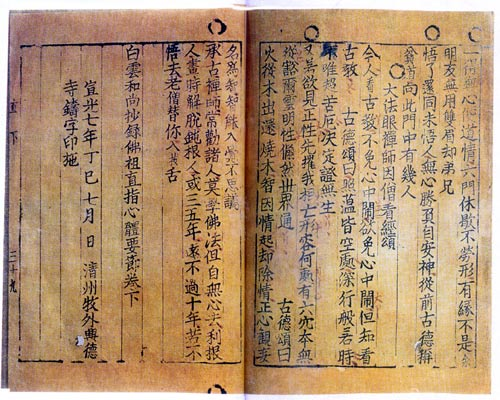
Jikji, el título abreviado de un documento budista coreano, cuyo título completo traducido es "La antología realizada por el monje Baegun de las enseñanzas de los sumos sacerdotes sobre la identificación del espíritu de Buda mediante la práctica de Seon". Fue impreso en 1377 y es el más antiguo libro existente impreso con letras de metal móviles.

La tecnología científica de Goryeo sucedió la de tres reinos de Corea, aceptando tecnología desde Song y Yuan. Se utilizó contentar a apetitos aristocracias, notablemente las cerámicas y la imprenta. En 1234, el mundo-primer tipo de metal móviles fue inventado por Choe Yun-ui. Por usar esta imprenta, Sangjeong Gogeum Yemun fue impreso en el mismo año. El libro más temprano con letras de metal móviles es Jikji (La enseñanza de budismo seon y seon maestros, 1377). Comerciando con Song, comenzó la producción de los papeles en alta clase y porcelanas de celadón, y estos artículos se exportaron a los vecinos de Goryeo.

### Astronomía
La astronomía avanzó masivamente durante Goryeo y los datos sobre observación existen veinte veces más que los escritos durante el período anterior. En los libros como Cheonmunji (천문지, El texto de astronomía) y Goryeosa, 138 eclipses solares aparecieron, mientras que los recuerdos indican 115 veces se actualmente pasaron debido a mal tiempo o error de la observación meteorológica. La observación sobre varios fenómenos jugaba un papel principio para cultivar, escribir calendario y adivinar fortunas.

### Ciencia médica
Goryeo practicaba un examen de los médicos que preguntaba el conocimiento referente a las  vísceras, la aplicación y uso de hierbas medicinales (y por ende herbolaria) y consecuentemente la farmacología. Dado que el reino de Goryeo sufrió guerras desde norte, la dinastía Song china activamente regaló publicaciones médicas y también medicinas para impedir el cambio de la política diplomática de Goryeo favorable a los Song. Aunque los chinos meridionales Song enviaron su apoyo hasta Goryeo por diversas rutas, la tensa escalada de hostilidad por parte de los Liao y los Jin (Jurchen) fácilmente interceptaron (dadas su situación geopolítica) las comunicaciones y negocios con la dinastía china de los Song. Ante tal obstáculo los médicos coreanos ensayaron buscar y aplicar las plantas medicinales a varias enfermedades. El texto médico coreano más antiguo, Hyangak Gugeupbang (향약구급방) incluye la prescripción de usar los ingredientes nativos y describió a los intelectuales médicos el arte de los médicos estudiosos medievales.

### Armamento
La pólvora y las armas de fuego sugestivamente aparecieron en la primera mitad del siglo XIV en Goryeo. Sin embargo el libro Goryeosa dice que los militares coreanos lanzaron en 1356 como parte principal de su armamento flechas (véase:singijeon) .
Esto es: Goryeo aún en el siglo XIV no tenía el conocimiento absoluto para la producción de la pólvora. Como la actividad de los enemigos era muy intensa, el estado del reino de Goryeo intentó modernizar por propia cuenta su armamento al nivel del de la China de entonces pero no pudo. En esta situación se encontró el general Choe Museon (?-1395) luego los coreanos trataron de hacer contactos con los chinos para aprender la fórmula de la pólvora. Dícese que el general Choe al fin de cuentas se encontró con un comerciante chino llamado Yi Won el cual le enseñó a los coreanos a fabricar pólvora. La corte coreana empleó a Choe para la producción de una gran cantidad de pólvora, mientras que Choe solicitó la fundación de un instituto especial para la fabricación de armas (화통도감) que eventualmente ayudaba a la subyugación de los piratas.